# ديستاني أيافا
ديستاني أيافا (بالإنجليزية: Destanee Aiava)‏ (مواليد 10 مايو 2000 في ملبورن)، هي لاعبة كرة مضرب أسترالية بدأت مسيرتها كمحترفة سنة 2015 تلعب باليد اليمنى وتحتل حالياً المرتبة رقم. 270 (9 يناير 2017) في تصنيف رابطة محترفات كرة المضرب. أعلى تصنيف لها في الفردي كان المركز الـ 270 في سنة 2017. أعلى تصنيف لها في الزوجي كان المركز الـ 516 في سنة 2016.
تعتبر أول لاعبة من مواليد القرن الحادي والعشرون تشارك في الأدوار الرئيسية لإحدى البطولات الأربع الكبرى وهي بطولة أستراليا المفتوحة 2017.

## روابط خارجية
- ديستاني أيافا على موقع رابطة محترفات التنس (الإنجليزية)
- ديستاني أيافا على موقع الاتحاد الدولي لكرة المضرب (الإنجليزية)
- ديستاني أيافا على موقع كأس بيلي جين كينغ (الإنجليزية)
- ديستاني أيافا على موقع اتحاد التنس الأسترالي (الإنجليزية)
- ديستاني أيافا على موقع خلاصة التنس.كوم (الإنجليزية)
- ديستاني أيافا على موقع إي إس بي إن.كوم (الإنجليزية)